# Aetsveld
Aetsveld is de zuidelijke nieuwbouwwijk van Weesp, in zijn geheel gelegen ten zuiden van de Provinciale weg 236 (Gooilandseweg). De wijk is tussen 1979 en 1983 gebouwd op een klein gedeelte aan de noordkant van de Aetsveldse polder.  Aetsveld telde 3.360 inwoners in 2021. De wijk bestaat uit twee buurten: Aetsveld Noord en Aetsveld Zuid.  Ze bestaat voornamelijk uit laagbouw. Ook zijn er een aantal voorzieningen zoals een supermarkt, snackbar en een sporthal.

## Ligging

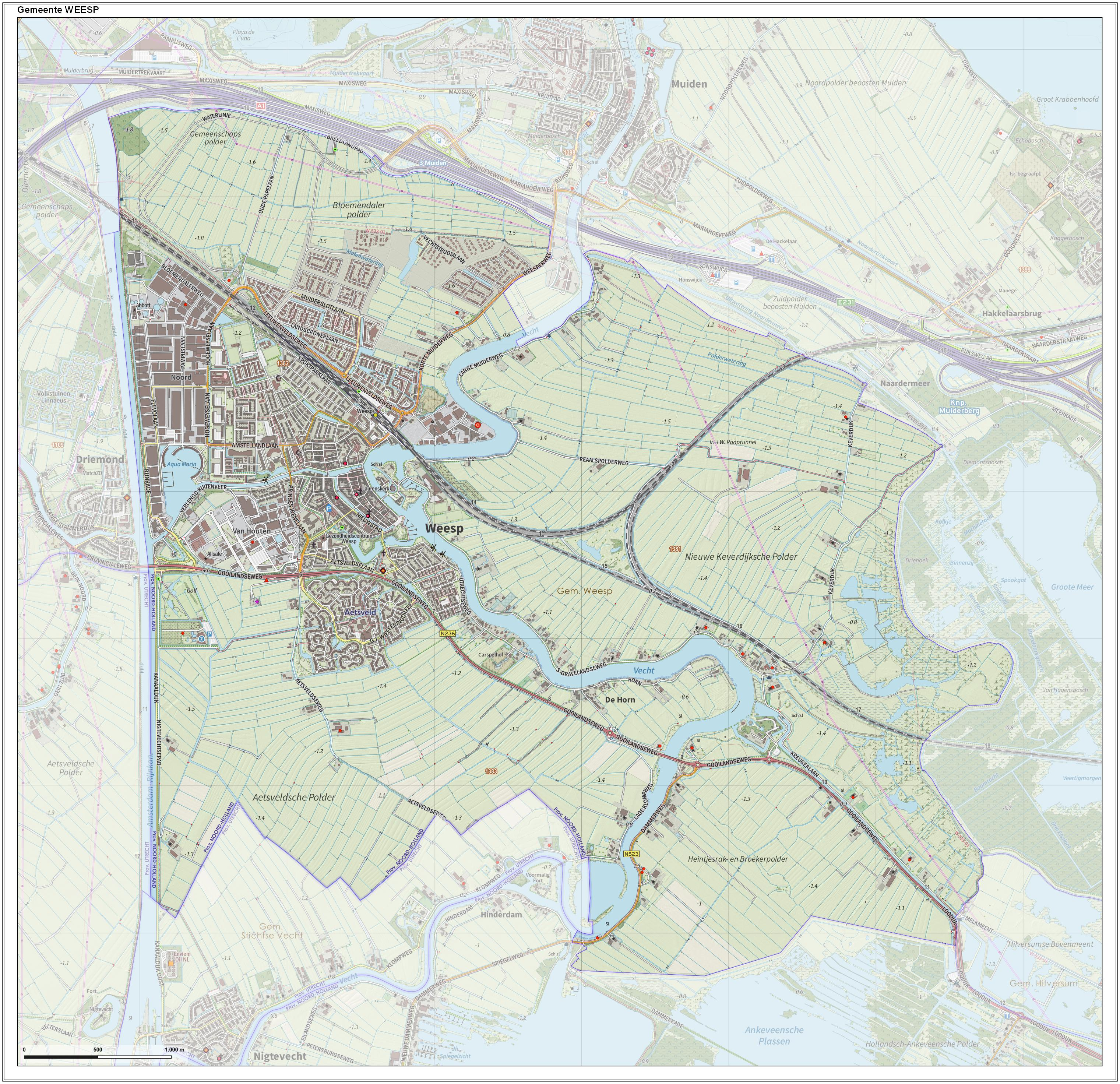
Kaart van de gemeente Weesp op 1 januari 2022.

De wijk wordt ontsloten via de G.J. Wiefferingdreef, die van west naar oost met een halve cirkel door de wijk loopt. 
Met een totale oppervlakte van 50 hectare is Aetsveld een van de kleinste wijken van Nederland. De oppervlakte beslaat vrijwel helemaal uit grond, slechts 1 ha. ervan  is water. De wijk is gebouwd in de Over- en Binnen- Aetsveldschepolder, welk gebied tot 1966 toebehoorde aan de voormalige gemeente Weesperkarspel. De polder is een door de provincie aangewezen aardkundig monument. Als woongebied vormt de Aetsveldsepolder met slechts verspreide bebouwing op een totale oppervlakte van 551 hectare, juist één van de grootste buurten van Nederland.

## Voorgeschiedenis
Oorspronkelijk was het plan voor de bouw van deze wijk veel groter, maar tegenstanders (o.a. 'Actiegroep Weesp') hebben het met succes weten terug te dringen naar de huidige omvang. In het beoogde plan zou de wijk drie keer zo groot zijn geweest. Er zouden woningen voor 22.000 mensen worden gebouwd, terwijl het plaatsje toen zelf maar 18.000 inwoners telde. In die plannen zou het grootste deel van de bevolking van Weesp in het Aetsveld komen te wonen en een verschuiving van economische en sociale activiteiten van het oude centrum van Weesp naar de wijk tot gevolg hebben.

## Structuur
Aetsveld is een kenmerkende bloemkoolwijk. Vele wegen en straten zijn gebogen en er bevinden zich vele binnenruimten, gelijkend op een bloemkool. Daardoor is het voor bezoekers moeilijk de weg te vinden.